# Etenol
El etenol, también conocido como alcohol de vinilo, hidroxieteno o hidroxietileno, es un alcohol con fórmula química C2H3OH (H2C=CHOH) y número CAS 557-75-5. En condiciones normales, tautomeriza en acetaldehído. Por este motivo, el alcohol de polivinilo termoplástico (PVA o PVOH), que sería un derivado de este monómero, se fabrica de forma indirecta mediante la polimerización de acetato de vinilo, seguida de la hidrólisis de los enlaces éster.
Entre mayo y junio de 2001, los astrónomos A. J. Apponi y Barry Turner descubrieron alcohol de vinilo en la nube molecular Sagittarius B gracias al radiotelescopio de 12 metros de la National Science Foundation en el Observatorio Nacional Kitt Peak.